# Tour de Malte
Le Tour de Malte (en maltais : Tour ta'Malta) est une course cycliste disputée sur quatre étapes à Malte. Elle est organisée depuis 1990. 

## Palmarès

### Élites Hommes
| Année     | Vainqueur           | Deuxième             | Troisième         |
| --------- | ------------------- | -------------------- | ----------------- |
| 1990      | Xavier Pérez        |                      |                   |
| 1991      | Mark Lovatt (en)    |                      |                   |
| 1992      | Polis Gregoriadis   |                      |                   |
| 1993      | Riccardo Amarù      |                      |                   |
| 1994      | Non disputé         |                      |                   |
| 1995      | Boris Nitchepurenko |                      |                   |
| 1996      | Michael Link        |                      |                   |
| 1997      | Alberto Kunz        |                      |                   |
| 1998      | George Wolters      |                      |                   |
| 1999      | Tommaso Calimberti  |                      |                   |
| 2000      | Gary Baker          |                      |                   |
| 2001      | Riccardo Amarù      |                      |                   |
| 2002-2003 | Non disputé         |                      |                   |
| 2004      | Matteo Salute       | Gary Baker           | Roderick Muscat   |
| 2005      | Roy Chamberlain     | Mark McKay           | David Treacy      |
| 2006      | Non disputé         |                      |                   |
| 2007      | Ryan Connor         | Paul Vaughan         | Etienne Bonello   |
| 2008      | Non disputé         |                      |                   |
| 2009      | Francesco Guccione  | Massimio Rubino      | Francesco Pizzo   |
| 2010      | Francesco Pizzo     | Eneko Fernández      | Salvatore Casì    |
| 2011      | Andrew Griffiths    | Matthew Higgins      | Gregory Bianchi   |
| 2012      | Giuseppe Di Salvo   | Salvatore Cocco      | Salvatore Casì    |
| 2013      | Salvatore Cocco     | Daniel Bonello       | Maurice Formosa   |
| 2014      | Giuseppe Di Salvo   | Francesco Pizzo      | Tom Stockdale     |
| 2015      | Luca Caruso         | Giuseppe Di Salvo    | Michele Genovese  |
| 2016      | William Corden      | William Brown        | Filippo Ballatore |
| 2017      | William Brown       | Henrik Lauve Førland | Danny Smith       |
| 2018      | Baldassare Barbera  | William Corden       | Josh Housley      |
| 2019      | David Reece         | Declan Hudson        | Harry Horsman     |
| 2020-2021 | Non disputé         |                      |                   |
| 2022      | Daniel Bonello      | Antoine Magaud       | Johannes Glameyer |
| 2023      | Antoine Magaud      | Simone Cerio         | Julien Amadori    |
| 2024      | Simone Cerio        | Bernard Galea        | Heorhii Antonenko |
| 2025      | Bernard Galea       | Aidan Buttigieg      | Nathan Pertica    |

### Femmes
| Année     | Vainqueur               | Deuxième              | Troisième             |
| --------- | ----------------------- | --------------------- | --------------------- |
| 2000      | Nicole Cooke            |                       |                       |
| 2001      | Charlotte Hopkinson     |                       |                       |
| 2002-2003 | Non disputé             |                       |                       |
| 2004      | Katharina Blum          | Inge Kep              | Anne-Karelle Hocq     |
| 2005      | Katharina Blum          | Carrie Bedingfield    |                       |
| 2006      | Non disputé             |                       |                       |
| 2007      | Désirée Schüler         |                       |                       |
| 2008      | Non disputé             |                       |                       |
| 2009      | Anne de Wildt           |                       |                       |
| 2010      | Iona Sewell             | Roos van den Bos      | Claudia Koster        |
| 2011      | Anna Harkowska          |                       |                       |
| 2012      | Rachel Armitage         | Lona Sewell           | Eliena Eggl           |
| 2013      | Mathilde Matthijsse     | Margherita Di Martino | Clare Leaver          |
| 2014      | Mathilde Matthijsse     | Mathilde Pauls (en)   |                       |
| 2015      | Henrietta Colborne (en) | Lou Collins           | Michelle Vella Wood   |
| 2016      | Marie Claire Aquilina   | Michelle Vella Wood   | Kristinsdóttir        |
| 2017      | Marie Claire Aquilina   | Stephanie Mottram     | Alice Sharpe          |
| 2018      | Mathilde Pauls (en)     | Marie Claire Aquilina | Gabriella Nordin      |
| 2019      | Madeleine Scott         | Marie Claire Aquilina | Gabriella Nordin      |
| 2020-2021 | Non disputé             |                       |                       |
| 2022      | Mathilde Pauls (en)     | Marie Claire Aquilina | Gabriella Nordin      |
| 2023      | Catheline Ramonet       | Johanna Brocco        | Marie Claire Aquilina |
| 2024      | Jessica Pratt           | Mathilde Pauls        | Marie-Claire Aquilina |
| 2025      | Gemma Mitchell          | Deborah Schembri      | Diana Muscat          |

### Masters
| Année     | Vainqueur        | Deuxième         | Troisième          |
| --------- | ---------------- | ---------------- | ------------------ |
| 2012      | Ettore Pierini   | Angelo Curi      | John Lewis         |
| 2013      | David Galea      | Daniele Battelli | Daniele Bellucci   |
| 2014      | James Stewart    | Stewart Wilson   | Giuliano Montedori |
| 2015      | Fabio Scalora    | Patrick Scicluna | Fabio Spiteri      |
| 2016      | Domenico Sicori  | David Williams   | Jimmy Jones        |
| 2017      | Loúkas Katapódis | James Stewart    | Dave Griffiths     |
| 2018      | Dave Mitchinson  | Andrew Hicklin   | Filippo Porpora    |
| 2019      | Colin Sturgess   | Etienne Bonello  | Daryl Maffey       |
| 2020-2021 | Non disputé      |                  |                    |
| 2022      | Dave Mitchinson  | Etienne Bonello  | Martin Lawless     |
| 2023      | Daniele Lazzari  | Etienne Bonello  | Joaquín Rojas      |
| 2024      | Etienne Bonello  | Joaquín Rojas    | Dave Mitchinson    |
| 2025      | Derek Barbara    | Joaquín Rojas    | Antoine Sultana    |

### Élites Hommes (Pro)
| Année | Vainqueur         | Deuxième          | Troisième       |
| ----- | ----------------- | ----------------- | --------------- |
| 2012  | Stefan Schumacher | Rasmus Guldhammer | Magnus Børresen |

### Juniors
| Année | Vainqueur | Deuxième      | Troisième          |
| ----- | --------- | ------------- | ------------------ |
| 2019  | Luke Borg | Sean Enriquez | Gianluca Camilleri |